# Paratrachelophorus daliensis
Paratrachelophorus daliensis es una especie de coleóptero de la familia Attelabidae.

## Distribución geográfica
Habita en China.